# Ronny Coutteure
Ronny Coutteure (Wervik, 2 luglio 1951 – Fretin, 21 giugno 2000) è stato un attore, sceneggiatore e regista belga.

## Biografia
Famoso in patria e nei paesi limitrofi per il suo one man show, le sue apparizioni teatrali, televisive, in radio e nel cinema, è poi diventato famoso a livello internazionale per la sua partecipazione nella serie televisiva Le avventure del giovane Indiana Jones.  In Francia, ha presentato diversi programmi televisivi e fu uno dei simboli della cultura popolare belga.
È morto suicida a Fretin, in Francia, nel 2000.